# 越南兴旺股份商业银行
越南兴旺股份商业银行，通称VPBank，越南民营股份制商业银行，创立于1993年。

## 历史
越南兴旺银行创立于1993年。2017年，在胡志明市证券交易所上市。
2021年，英国《品牌金融》（Brand Finance）估计之VPBank的品牌价值增加41%，达5.02亿美元，2019年为3.54亿美元，从而首次进入其全球银行品牌价值250强榜单，位列第243位，为排名第二的越南私营银行。
2022年，越南兴旺银行为越南电视台（VTV）出资1000亿越南盾，以购买2022年国际足联世界杯的越南转播权，为最大赞助商。2022年底，越南兴旺银行的综合股本达到103万亿越南盾以上，与2021年相比增长了20%，并在五年内呈现28.4%的复合增长率。
2023年，日本三井住友金融集团宣布将以15亿美元购得越南兴旺银行15%股份，越南兴旺银行的特许资本达到59.6亿美元，位列越南私营金融贷款机构的第二位。